# マルセル・グロスマン賞
マルセル・グロスマン賞（Marcel Grossmann Award）はイタリアの天体物理学の賞。スイスの数学者マルセル・グロスマンにちなんで1985年に設立された。

## 受賞者
- 1985年 - William Fairbank senior, アブドゥッサラーム, Vatican Observatory
- 1989年 - 早川幸男, ジョン・ホイーラー, 西オーストラリア大学
- 1992年 - 小田稔, スティーヴン・ホーキング, 京都大学基礎物理学研究所
- 1994年 - スブラマニアン・チャンドラセカール, James R. Wilson, ハッブル宇宙望遠鏡
- 1997年 - トゥーリオ・レッジェ, Francis Everitt, ヘブライ大学
- 2000年 - リカルド・ジャコーニ, ロジャー・ペンローズ, セシル・ドウィット＝モレット, ブライス・ドウィット,  Solvay Institute
- 2003年 - Yvonne Choquet-Bruhat, James W. York, ユヴァル・ネーマン, Brazilian Research Center for Physics
- 2006年 - ロイ・カー, George Coyne, Joachim Trümper, ベルリン自由大学
- 2009年 - Jaan Einasto, Christine Jones Forman, Michael Kramer, Institut des Hautes Études Scientifiques
- 2012年 - David Arnett, Wladimir Alexejewitsch Belinski, Issaak Markowitsch Chalatnikow, Filippo Frontera, AlbaNova
- 2015年 - 野本憲一, マーティン・リース, ヤコフ・シナイ, 鶴田幸子（英語版）, 欧州宇宙機関
- 2018年 - Lyman Page, ラシード・スニャーエフ, シン＝トゥン・ヤウ, プランク, Hansen Experimental Physics Laboratory
- 2021年 - Demetrios Christodoulou, Tsvi Piran, ヘーラルト・トホーフト, スティーヴン・ワインバーグ, Alexander Schirschakow, Lavotschkin Society, Peter Predehl, マックス・プランク地球外物理学研究所, ラシード・スニャーエフ,  Space Research Institute of the Russian Academy of Sciences
- 2024年 - Li Di, Christopher Lee Fryer, CHIME/FRBチーム, ヴィクトリア・カスピ